# Corte do Pinto
Pour les articles homonymes, voir Corte (homonymie).
Corte do Pinto est une paroisse civile portugaise (en portugais : freguesia) de la municipalité de Mértola dans le district de Beja.

## Géographie

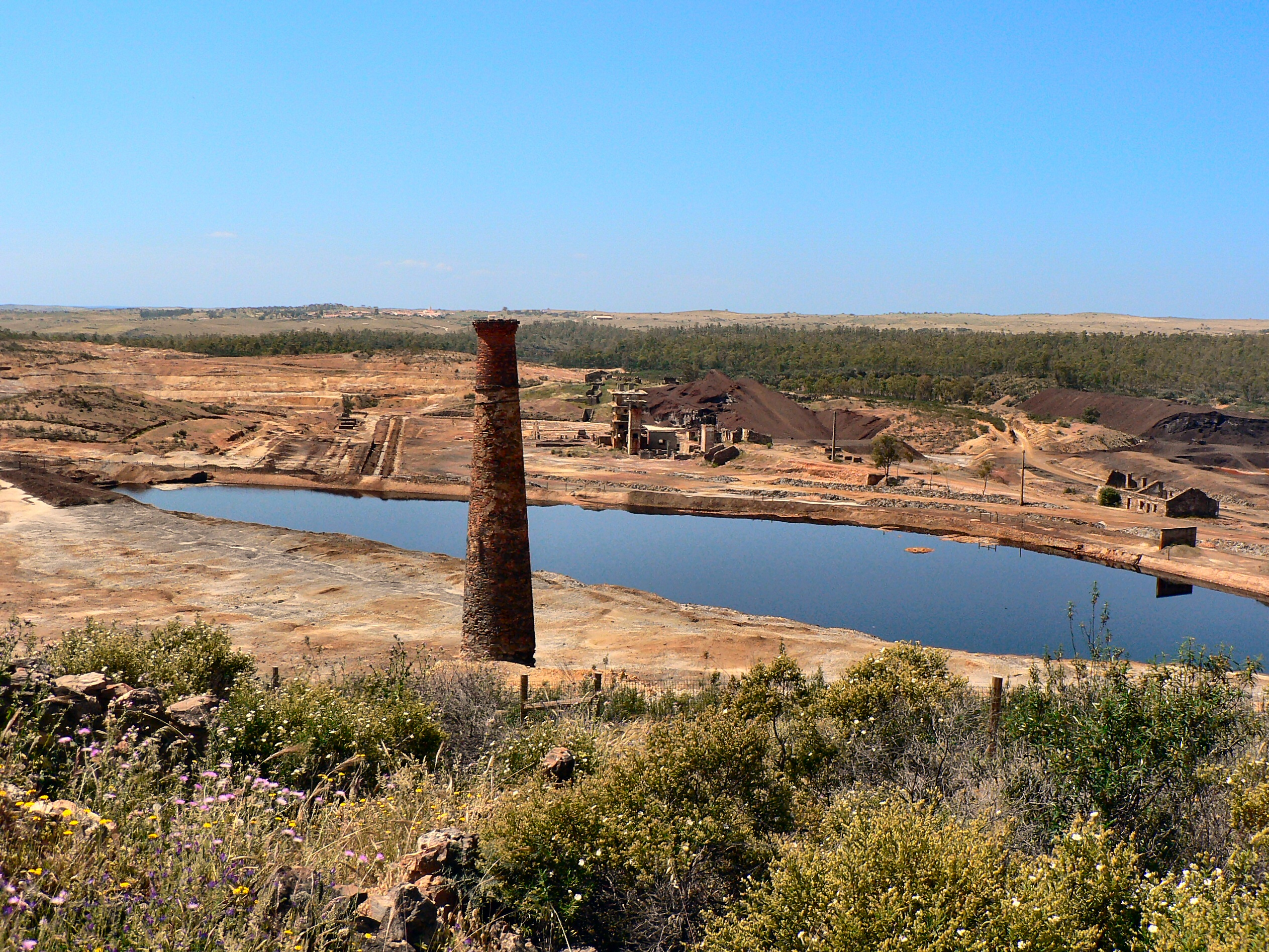
La mine de São Domingos.

Corte do Pinto est située au nord-est de Mértola. Son territoire est délimité à l'est par la rivière Chanza (en) (ou Chança), affluent du Guadiana qui sépare Corte do Pinto de l'Espagne.
Le sud-ouest de la paroisse, en particulier la mine de São Domingos, se trouve dans le parc naturel de la vallée du Guadiana (en).

## Démographie
Lors du recensement de 2021, Corte do Pinto compte 735 habitants.